# 라파엘 오로스코 마에스트레
라파엘 호세 오로스코 마에스트레(스페인어: Rafael José Orozco Maestre, 1954년 3월 24일 ~ 1992년 6월 11일)는 콜롬비아의 가수이다. 이스라엘 로메로와 함께 콜롬비아 음악을 대표하는 가수이다. 
1992년 자신의 딸 생일 당일에 자신의 집 앞에서 괴한들에게 피살되었다.

## 음반 목록
- Adelante (1975)
- Con Emoción (1975)
- Binomio de oro (1977)
- Por lo alto (1977)
- Enamorado como siempre (1978)
- Los Elegidos (1978)
- Súper vallenato (1979)
- Clase aparte (1980)
- De caché (1980)
- 5 años de oro (1981)
- Festival vallenato (1982)
- Fuera de serie (1982)
- Mucha calidad (1983)
- Somos vallenato (1984)
- Superior (1985)
- Binomio de oro 1986 (1986)
- En concierto (1987)
- Internacional (1988)
- De Exportación (1989)
- De fiesta con binomio de oro (1990)
- De américa (1991)
- Por siempre (1991)